# Dawid Kucharski
Dawid Kucharski (Kostrzyn nad Odrą, 19 novembre 1984) è un ex calciatore polacco, di ruolo difensore.